# New Haven (Vermont)
New Haven – miasto w Stanach Zjednoczonych, w stanie Vermont, w hrabstwie Addison.